# Orchesia medioflava
Orchesia medioflava is een keversoort uit de familie zwamspartelkevers (Melandryidae). De wetenschappelijke naam van de soort werd in 1920 gepubliceerd door Arthur Mills Lea.